# Newton (cráter marciano)

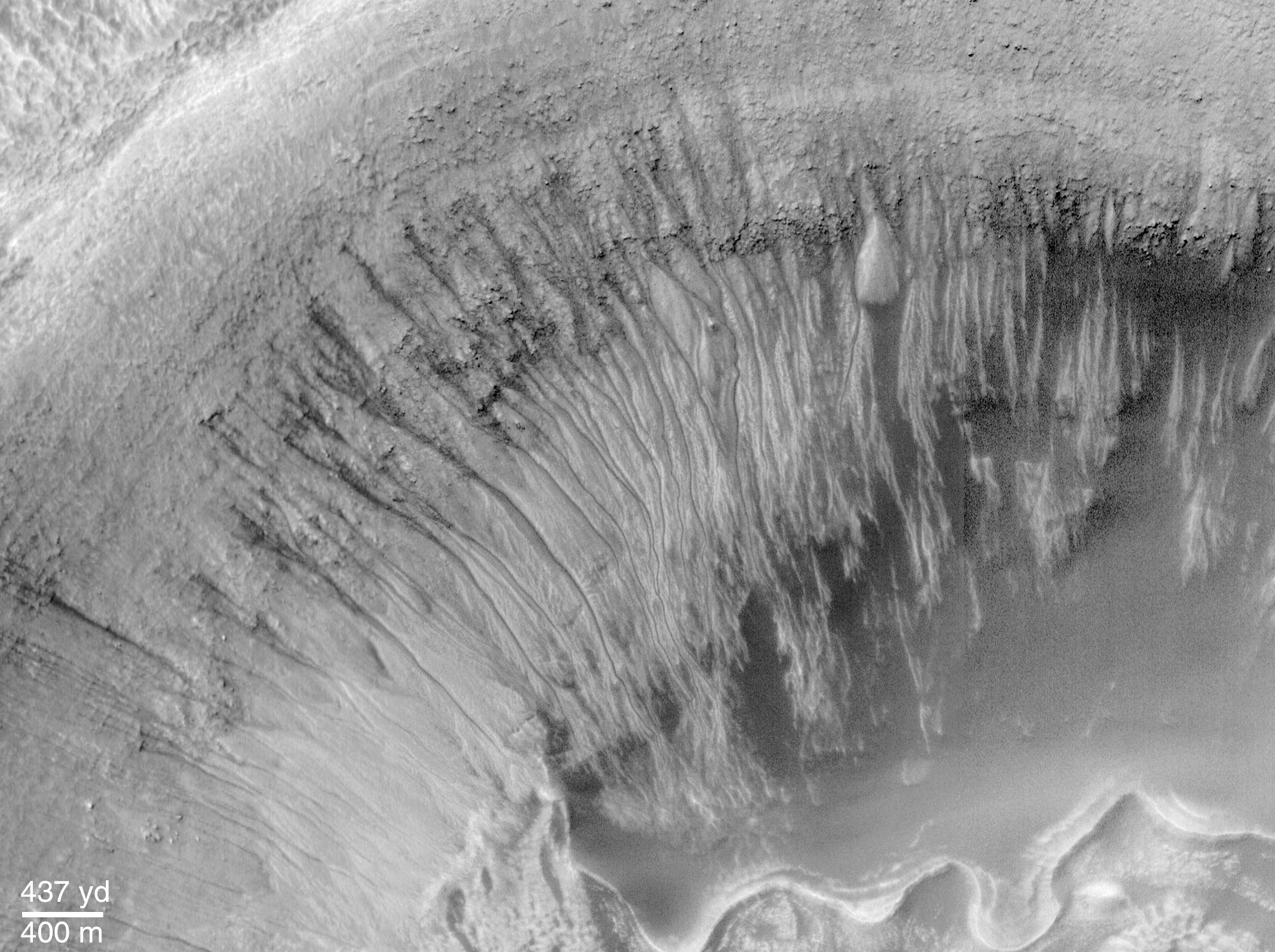
Gullies dentro de un pequeño cráter dentro de Newton

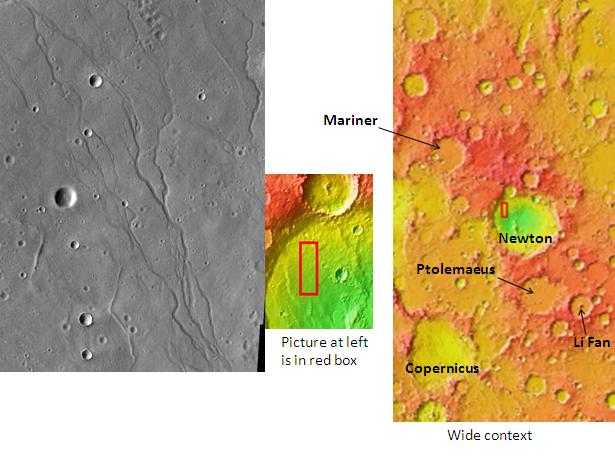
Canales en el fondo del cráter Newton (imagen THEMIS referenciada en mapas a mayor escala)

Newton es un gran cráter situado en Marte, con un diámetro de cerca de 300 km. Se encuentra al sur del ecuador del planeta, en el altiplano densamente poblado de cráteres de la Terra Sirenum en el cuadrángulo Phaethontis. El impacto que formó Newton probablemente ocurrió hace más de 3000 millones de años. El cráter contiene cráteres más pequeños dentro de su cuenca y es particularmente notable por las formaciones de barrancos que se supone que son indicativos de los últimos flujos de agua líquida. Existen muchos canales pequeños en esta área, que constituyen otra evidencia de agua líquida. Sobre la base de su forma, aspecto, posición y ubicación aparente e interacción con los cráteres, se piensa que esta zona puede ser rico en hielo de agua. Muchos investigadores sostienen que el proceso erosivo de formación de los barrancos involucran agua líquida. Sin embargo, esto sigue siendo un tema de investigación activa.
Cuando fueron descubiertos los barrancos, los investigadores comenzaron a efectuar el seguimiento de las sucesivas imágenes recibidas, en busca de posibles cambios. En 2006, se encontraron algunos cambios. Posteriormente, con análisis más detallados se determinó que los cambios podrían haberse producido más posiblemente por flujos granulares secos que por flujos de agua. Mediante la observación continua del terreno se han descubierto muchos más cambios en el cráter Gasa y en otros emplazamientos.
| Gullies                                      | Dunas |
| (Imágenes HiRISE dentro del programa HiWish) |       |

Cuando un gas se congela en forma de hielo seco, se piensa que al vaporizarse con el aumento de las temperaturas, lubrica los materiales granulares con los que está mezclado, produciendo pequeños flujos especialmente en pendientes pronunciadas, con espesores que tal vez pueden alcanzar 1 m de profundidad tras inviernos especialmente fríos.
El cráter fue nombrado en 1973 por la Unión Astronómica Internacional (UAI) en honor de Isaac Newton.
En 2011 se anunció que imágenes captadas por la Mars Reconnaissance Orbiter de la NASA han sugerido la presencia del flujo estacional de agua en taludes caldeados de Marte, como se muestra en las imágenes tomadas del cráter Newton y del cráter Horowitz entre otros.

## Referencias

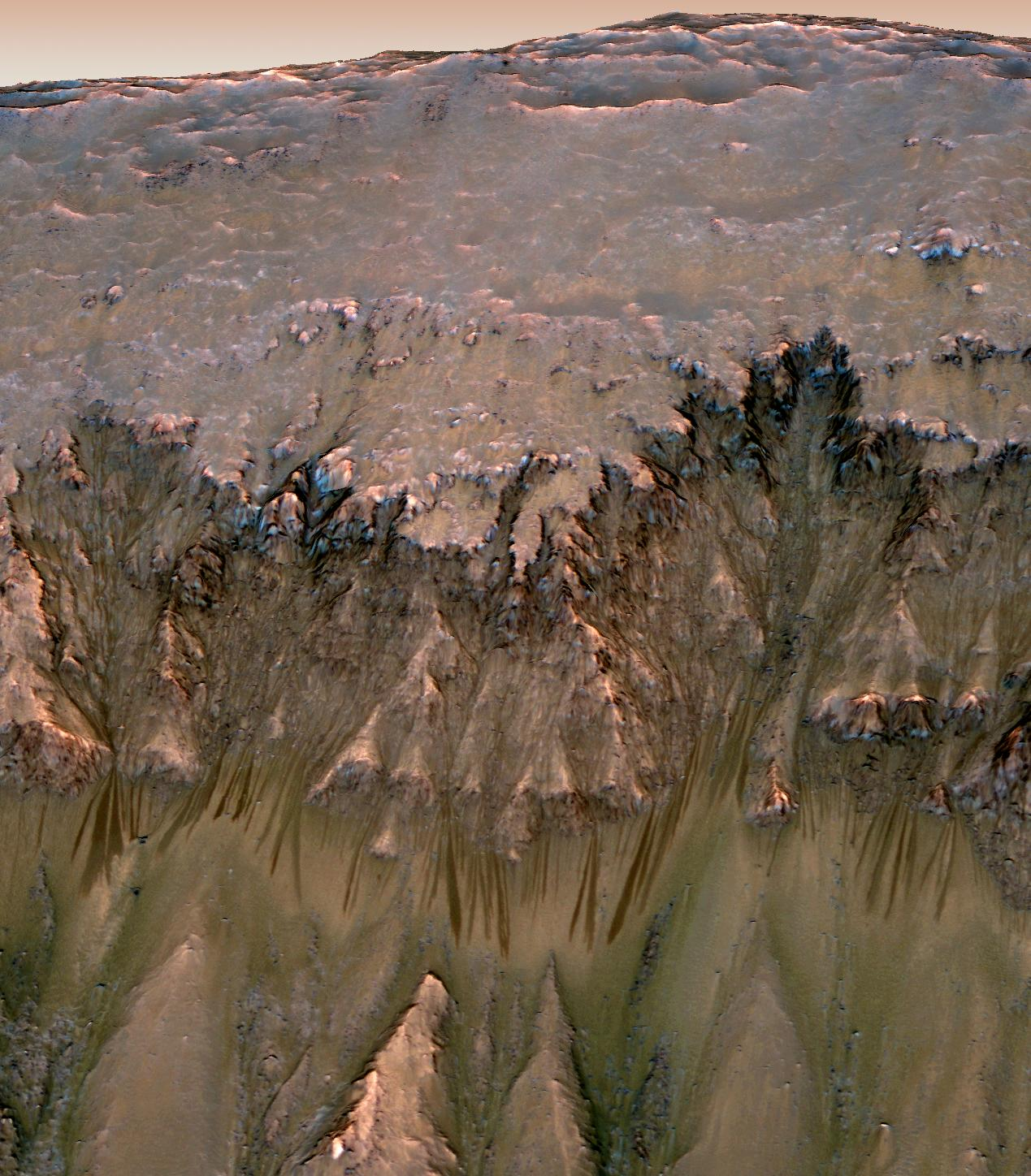
Vista oblicua de flujo estacional de agua en taludes caldeados en el cráter Newton